# Gilles Deschamps
Gilles Deschamps (Rouen, ca. 1350 – Rouen, 15 de março de 1413) foi um pseudocardeal francês da Igreja Católica, que foi Capelão-mor da França.

## Biografia
Formou-se Magister de teologia pela Universidade de Paris. Foi cônego do capítulo da catedral metropolitana de Rouen a partir de 1380. Em 1390, torna-se procurador do Collège de Navarra, em Paris, ocupando o cargo até 1404. Em maio de 1395, ele acompanhou os duques, tios do rei Carlos VI da França, a Avinhão; ele aproveitou a oportunidade para obter da maioria dos cardeais uma opinião favorável sobre a abdicação do papa de Avinhão Bento XIII para extinguir o cisma, mas Bento XIII frustrou as negociações. Ele pregou em Avinhão em 26 de junho de 1395 no lançamento da primeira pedra da igreja de Saint-Pierre-Célestin e pela extinção do cisma.
Em junho de 1397, ele foi novamente para Avinhão, como embaixador da França, juntamente com representantes de Castela e da Inglaterra, em uma missão que apresentou ao antipapa Bento XIII um ultimato antes do abandono de sua obediência. Em março de 1399, quando Bento XIII estava sitiado em Avinhão, ele foi enviado para propor uma transação que o antipapa não aceitou.
Em 1404, é nomeado confessor, capelão-mor e esmoler do rei Carlos VI da França, que queria nomeá-lo bispo de Senlis, mas a nomeação não ocorreu.
Eleito bispo de Coutances em maio de 1408, recebeu a ordenação episcopal em 27 de setembro seguinte, sendo confirmado em 2 de outubro de 1409. Participou do Concílio de Pisa em 1409 como embaixador do rei francês e como bispo de Coutances.
Foi criado cardeal em 6 de junho de 1411 pelo Papa João XXIII de Avinhão, como cardeal-presbítero, mas não recebeu um título nesta ocasião.
Morreu em 15 de março de 1413, em Rouen, sendo enterrado na capela à direita atrás do altar-mor da catedral metropolitana de Rouen.